# Galathea aequata
Galathea aequata  (лат.) — вид неполнохвостых десятиногих ракообразных из семейства Galatheidae.

## Распространение
Тихий океан, побережье Французской Полинезии, Острова Общества, острова Туамоту, Гамбье. Terevai Island. Moorea Island, глубина 0–23 м.

## Описание
Мелкие ракообразные, длина тела около 0,5 см. 2–4-й абдоминальные сомиты и переоподы зеленоватого цвета. Карапакс примерно равной длины и ширины. Рострум дорзовентрально сплющенный, треугольной формы с несколькими латеральными зубцами, в 1,4 раза длиннее своей ширины и равен 0,4 длины карапакса. Живут на мелководье. Galathea aequata сходен с видами Galathea mauritiana и Galathea acis.